# When the moon was gibbous
|  | Denne artikel er oprettet af botten Steenthbot ud fra en ekstern database. Den kan derfor have sproglige fejl eller mangler. Denne skabelon kan fjernes efter kontrol af indholdet. |

When the moon was gibbous er en dansk filmskolefilm fra 2021 instrueret af Erica Grace Strada.